# Biadacz (powiat opolski)
Biadacz (dodatkowa nazwa w j. niem. Biadacz) – wieś w Polsce, położona w województwie opolskim, w powiecie opolskim, w gminie Łubniany, nad rzekami Małą Panwią i Kłapaczem, 9 km w kierunku północno-wschodnim od Opola. W obrębie Biadacza wyróżniona jest administracyjnie 1 część miejscowości – Krzyżowski Folwark. Biadacz zajmuje 700 hm² (ha), w tym 350 hm² (ha), 50%, to lasy i mieszka w nim 671 osób (stan na 2009 rok).
W miejscowości znajdują się m.in.: publiczne przedszkole, szkoła podstawowa, dawna ferma (obecnie zakład meblowy „Mebl-Greg”), cmentarz (z kaplicą cmentarną) i wyróżniające się drzewo (dąb) oraz tzw. „krzyż z kokotkiem”.
Miejscowość jest położona na Równinie Opolskiej, przy granicy Obszaru Chronionego Krajobrazu „Lasy Stobrawsko-Turawskie”, w pobliżu Stobrawskiego Parku Krajobrazowego i Jeziora Turawskiego. Najbliższe miasta to: Kluczbork, Olesno, Dobrodzień, Kolonowskie, Ozimek, Opole i Wołczyn. Najbliższy (pozamiejski) duży zakład przemysłowy to PGE Elektrownia Opole SA w Brzeziu. W miejscowości działa m.in. tuczarnia oraz znajduje się nieeksploatowane złoże kruszywa naturalnego „Biadacz”, o zasobności 3240 Gg (tys. ton). Biadacz znajduje się na obszarze zagrożonym powodzią (rzeka Mała Panew).
Miejscowość jest zelektryfikowana, stelefonizowana, zwodociągowana (tzw. wodociąg grupowy „Południe” zasilany z sieci wodociągowej Opola) i skanalizowana (przedsięwzięcie przeprowadzone w latach 2005–2007 w ramach ISPA/Funduszu Spójności). Oprócz ulicy Kolanowskiej wszystkie drogi są utwardzone.

## Nazwa
Według niemieckiego językoznawcy Heinricha Adamy’ego nazwa wywodzi się od polskiej nazwy oznaczającej narzekanie – biadanie lub biedę. W swoim dziele o nazwach miejscowych na Śląsku wydanym w 1888 roku we Wrocławiu jako nazwę starszą od niemieckiej wymienia Biadacz podając jej znaczenie Armseliger Ort, czyli w języku polskim Biedna, uboga miejscowość. Nazwa została później zgermanizowana na Biadatz i utraciła swoje pierwotne znaczenie.

## Historia

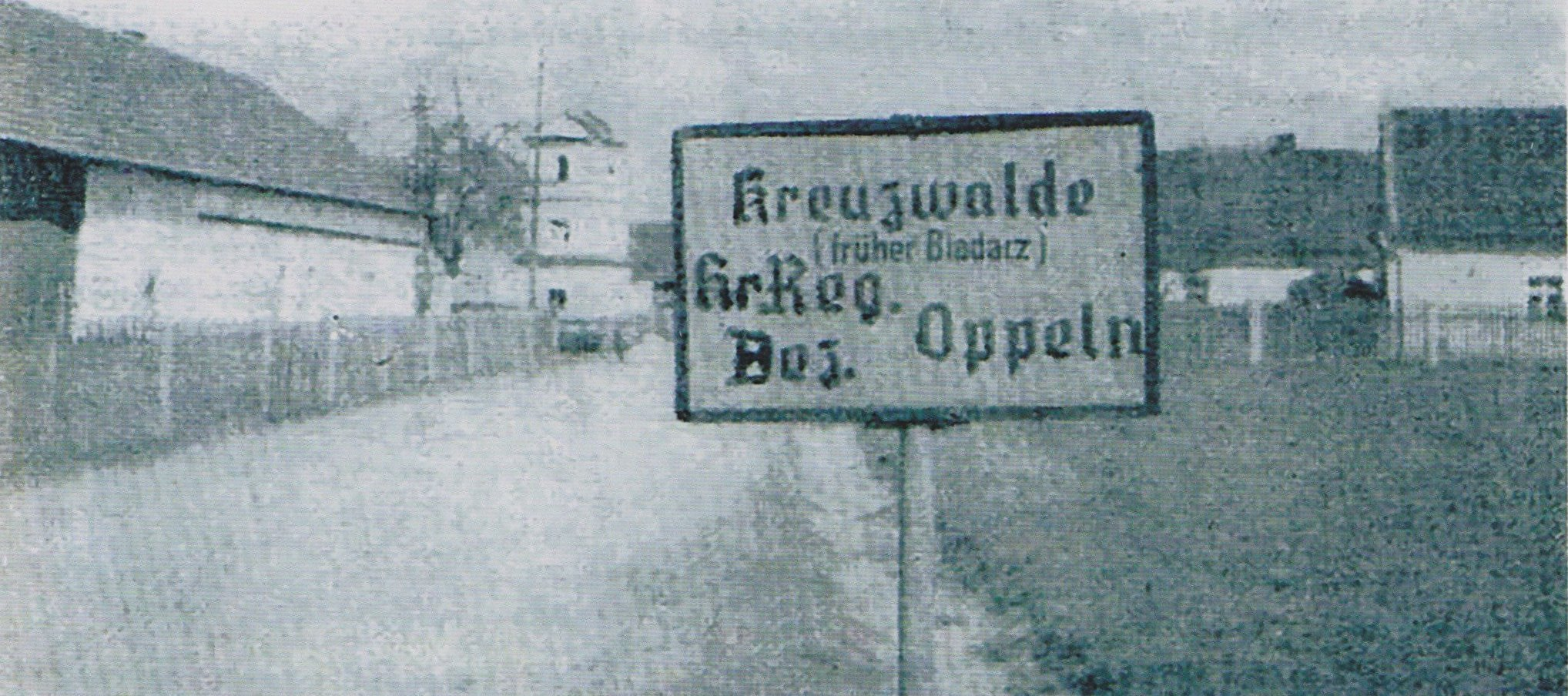
Wjazd do wsi (przed 1945)

Najstarszy dokument, w którym wymienia się miejscowość, pochodzi z 1279 (dokument klasztorny, w którym wymienia się miejscowości należące do nadanych przez księcia dóbr dla nowej fundacji klasztornej w Czarnowąsach) albo nawet 1260 r. W 1356 r. miejscowość występuje pod nazwą Widecz, w dokumencie, w którym podaje się, że miejscowości Biadacz, Gosławice, Węgry i Zakrzów mają płacić dziesięcinę kolegiacie w Opolu. Następne wzmianki o Biadaczu pochodzą dopiero z katastru z lat 1723/25; miejscowość składała się wówczas z 9 sadyb. W 1784 r. Biadacz należał do klasztoru w Czarnowąsach i znajdował się w nim m.in. folwark.
W 1911 r. w miejscu, gdzie wcześniej stał słup z kogutem, postawiony został, przez ówczesnego sołtysa miejscowości, na prośbę jej mieszkańców, betonowy krzyż cmentarny. Sam kogut („kokotek”) zaginął w latach późniejszych (być może przy przejściu frontu II wojny światowej). Miejsce postawienie słupa/krzyża jest owiane legendą, a miejscowe podania mówią, że zostali tam pochowani żołnierze napoleońscy. W latach 30. XX w. w miejscowości działały: Oddział Związku Polaków w Niemczech, Towarzystwo Młodzieży, Gromada Zuchów i Sekcja Przysposobienia Rolniczego oraz polska biblioteka, Związek Młodzieży Polsko-Katolickiej i Towarzystwo Śpiewu. 19 maja 1936 r. w miejsce nazwy Biadacz wprowadzono niemiecką nazwę Kreuzwalde. 22 stycznia 1945 r. do miejscowości wkroczyli żołnierze Armii Czerwonej. Do końca II wojny światowej w Biadaczu znajdował się pomnik, poświęcony mieszkańcom miejscowości poległym na I wojnie światowej. 15 marca 1947 r. przywrócono miejscowości nazwę Biadacz.

## Liczba mieszkańców
| Rok                | 1784 | 1830 | 1861 | 1885 | 1890 | 1900 | 1910 | 1925 | 1933 | 1939 | 1946 | 1960 | 1965 | 1988 | 1994 | 2002 | 2009 |
| Liczba mieszkańców | 104  | 143  | 286  | 474  | 471  | 473  | 603  | 696  | 674  | 736  | 740  | 689  | 741  | 724  | 729  | 691  | 671  |

(Źródła:.)

## Szkoła
W miejscowości znajdowało się gminne Publiczne Gimnazjum im. Jana Pawła II. Przed reformą systemu oświaty z 1999 r. była to Publiczna Szkoła Podstawowa im. Jana Trzecioka. Na początku XXI w., w wyniku zmienionej funkcji, budynek został rozbudowany; w ramach rozbudowy utworzono także salę gimnastyczną.
W 1987 r. Danuta Zalewska, jeden z pedagogów szkolnych, rozpoczęła gromadzenie i opisywanie eksponatów związanych ze śląską kulturą materialną. Z czasem ze zgromadzonych zbiorów została utworzona Izba Regionala, a następnie Szkolne Muzeum Etnograficzne, obejmujące ok. 1000 eksponatów. 29 marca 2009 r. Izba Regionalna otrzymała tytuł „Animatora Roku” w kategorii „Kultura i oświata” w konkursie „Anime 2009”, a 6 listopada 2010 r. Muzeum nadano imię Danuty Zalewskiej.
Od 1 grudnia 1923 r. do 3 maja 1933 r. działała w miejscowości także Polska Publiczna Szkoła Mniejszościowa, do której uczęszczało ok. 30 uczniów.

## Komunikacja
Przez miejscowość przechodzą 2 drogi powiatowe nr 1703 (ulica Szeroka, prowadząca z Opola, od drogi krajowej nr 45, przez Luboszyce, Biadacz i Masów do Łubnian, do drogi wojewódzkiej nr 461) i 1765 (ulica Polna, prowadząca do Czarnowąs, do drogi powiatowej nr 1702, a dalej do drogi wojewódzkiej nr 454) oraz 4 drogi gminne (ulice Kolanowska, Leśna, Małapańska i Wolności). Do miejscowości można też dojechać drogą leśną (przedłużenie drogi powiatowej nr 1725) od strony Świerkli. Najbliższe drogi rangi krajowej i wojewódzkiej to: 45 (ok. 5 km – Opole, Zawada i Kolanowice) oraz 454 (ok. 5 km – Czarnowąsy, ok. 7 km – Opole) i 461 (ok. 6 km – Łubniany).
Najbliższe stacje i przystanki kolejowe to: Opole Czarnowąsy (ok. 6 km), Opole Borki (ok. 7 km), Kotórz Mały (ok. 8 km), Osowiec Przystanek (ok. 9 km) i Jełowa (ok. 10 km), znajdujące się przy liniach kolejowych nr 277 (Opole – Wrocław przez Jelcz-Laskowice) i 301 (Opole – Namysłów), po których kursują pociągi Polregio, relacji
Opole – Jelcz-Laskowice (Czarnowąsy i Borki Opolskie) oraz Opole – Namysłów, Nysa – Kluczbork i Opole – Kluczbork (Kotórz Mały, Osowiec Przystanek i Jełowa). Najbliższe węzły kolejowe to: Jełowa (linie kolejowe nr: 293 i 301) i Opole Główne (ok. 11 km; linie kolejowe nr: 132, 136, 144, 277, 287 i 301).
W miejscowości znajduje się 1 przystanek autobusowy („Biadacz”), przy którym zatrzymują się autobusy Opolskiego PKS-u SA, kursujące na trasie Opole – Dąbrówka Łubniańska (przez Łubniany). Do początku XXI w. przez miejscowość kursowały także autobusy relacji Opole – Kup (przez Łubniany) i Opole – Kaniów (przez Łubniany).

## Zabytki

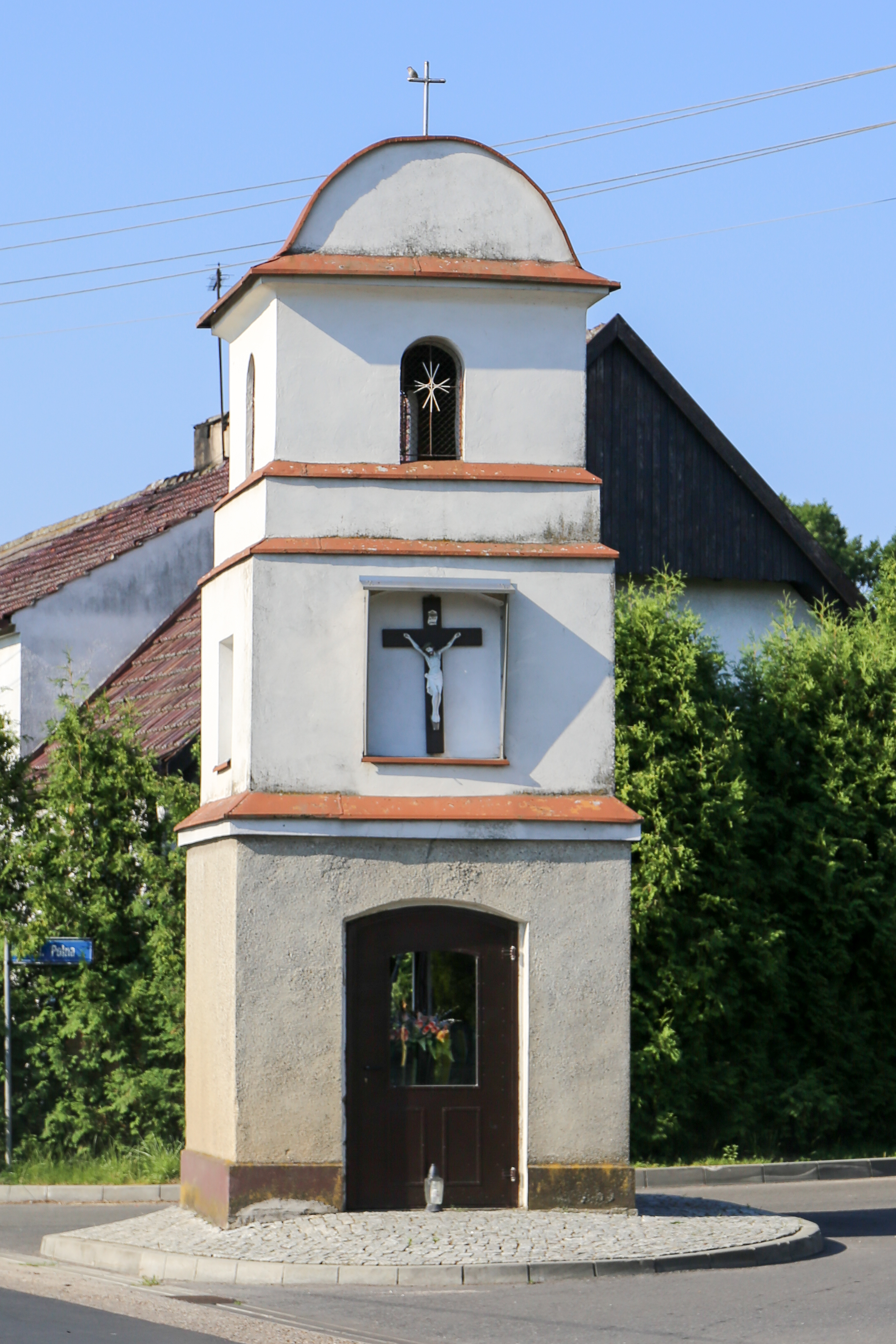
Kapliczka

- kapliczka-dzwonnica, wzniesiona na początku XIX w., usytuowana u zbiegu dróg (ulice Szeroka i Polna), murowana z cegły, otynkowana, zbudowana na rzucie kwadratu; kapliczka posiada 3 zwężające się kondygnacje, wydzielone zadaszeniami i gzymsami; wejście i wnęki są zamknięte półkoliście, w zwieńczeniu znajdują się półkoliste szczyciki; w środku umieszczone są: feretron z ludowym obrazem z XIX w., przedstawiającym Barbarę z Nikomedii oraz ludowy krucyfiks procesyjny

## Ludzie związani z Biadaczem
- Danuta Zalewska (ur. 15 lutego 1960, zm. 3 listopada 2009) – pochodząca z Milicza wieloletnia pedagog w szkole w Biadaczu, nauczycielka języka polskiego, twórczyni funkcjonującego w placówce Szkolnego Muzeum Etnograficznego, noszącego jej imię, i kierowniczka zespołu ludowego „Biadaczanie”, prezentującego zwyczaje śląskie (I miejsce w konkursie „Nasze Korzenie” na temat „wesele”, który odbył się 21 października 2008 r. w Łosiowie[29], II nagroda na XIV Rejonowym Przeglądzie Teatrów Jasełkowych, który odbył się 16 stycznia 2009 r. w Ozimku[30]), nominowana w 2003 r. do honorowej nagrody „Nowej Trybuny Opolskiej”, w kategorii „kultura”[31][25][22][32].